# Streitende, leidende und triumphierende Kirche

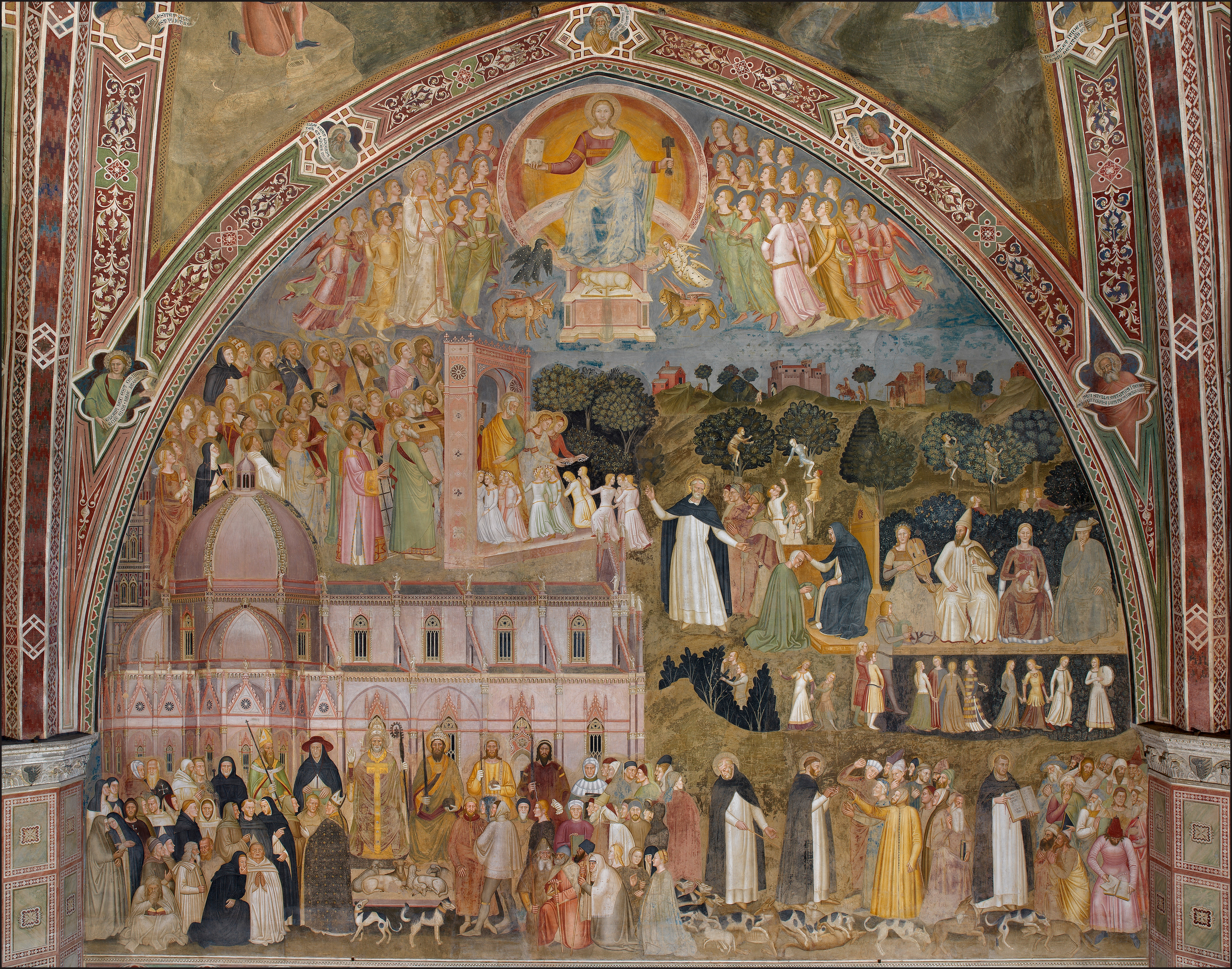
Fresko von Andrea da Firenze in der Kirche Santa Maria Novella in Florenz

Die Gemeinschaft aller Gläubigen der Ekklesia in ihrer Gesamtheit wird traditionellerweise gesehen als die:
- streitende Kirche (ecclesia militans), die aus den Christen der Gegenwart besteht;
- leidende Kirche oder büßende Kirche (ecclesia patiens oder ecclesia poenitens), hoffende Kirche (ecclesia exspectans) oder Kirche im Fegfeuer (ecclesia in purgatorio), zu der die Armen Seelen im Fegefeuer gerechnet werden;
- triumphierende Kirche (ecclesia triumphans), die jene umfasst, von denen die Kirche glaubt, dass sie sich in der unmittelbaren Anschauung Gottes befinden.

Diese Begriffe werden oft im Kontext der Lehre der römisch-katholischen Kirche über die Gemeinschaft der Heiligen und der Lehre von den letzten Dingen gebraucht. Obwohl Christen durch den Tod auf natürliche Weise voneinander getrennt sind, gehören sie der einen Kirche an.

## Bedeutung
Das lateinische Wort militare bedeutet zunächst „als Soldat dienen“, aber es nahm zusätzlich die hier gemeinte Bedeutung eines allgemeineren „Kämpfens“ an. Christen in der Welt (ecclesia militans, „die streitende Kirche“) kämpfen an vielerlei Fronten, so gegen die persönliche Sünde, für die Verbreitung des Glaubens (Mission), gegen (ihrer Auffassung nach) sündhafte oder verkehrte Strukturen aller Art, für die religiöse Durchdringung sowohl ihrer eigenen Familien wie der Gesamtgesellschaft und des öffentlichen Raumes usw. Dies geschieht in der Hoffnung, nach ihrem Tod in den Himmel zu kommen und Teil der triumphierenden Kirche (ecclesia triumphans, von lat. triumphare „triumphieren, Triumph feiern, frohlocken“) zu werden.

## Theologiegeschichte
Nach einem auf den heiligen Augustinus zurückgehenden Vorstellung ist die Kirche in zwei Teilen verwirklicht: ein Teil, „der im Himmel allezeit mit Gott, seinem Schöpfer, verbunden blieb und niemals an sich erfahren musste, daß ein Glied von ihm zu Falle kam; dieser Teil lebt in den heiligen Engeln in ewiger Seligkeit und kommt […] dem andern noch auf Erden pilgernden Teil zu Hilfe; diese beiden Teile werden einstmals auch eins sein im gemeinsamen Genuß der Ewigkeit, ja sie sind bereits eins durch das Band der Liebe, eine Vereinigung, die keinen anderen Zweck hat als die Verehrung Gottes“.
Eine der frühesten Nennungen des Begriffspaares ecclesia militans und ecclesia triumphans findet sich im 12. Jahrhundert bei Alanus ab Insulis. Da Alanus für seine Metaphern aus dem militärischen Bereich bekannt war (so schreibt er unter anderem von der militia angelorum), nimmt man an, dass er dieses Begriffspaar aufgebracht hat.
Seine Fortsetzung findet dieser Gedanke bei Simon von Tournai: Die ecclesia militans kämpft auf dieser Erde gegen Sünde und Teufel, während die ecclesia triumphans im Himmel thront und die Mutter der kämpfenden Kirche ist.
In der Kirchenkonstitution Lumen gentium des Zweiten Vatikanischen Konzils 1964 werden die systematisierenden Begriffe nicht mehr verwendet, das Gemeinte wird jedoch in den Nummern 49 und 50 beschreibend behandelt, die irdische Kirche wird dabei „Kirche der Pilger“ (Ecclesia viatorum, LG 50) genannt: „Bis also der Herr kommt in seiner Majestät […], pilgern die einen von seinen Jüngern auf Erden, die andern sind aus diesem Leben geschieden und werden gereinigt, wieder andere sind verherrlicht und schauen klar den dreieinen Gott selbst, wie er ist.“ Der Katechismus der Katholischen Kirche weist 1992 auf die dreifache Wirklichkeit hin, indem er von „drei Ständen der Kirche“ spricht, die „zusammen die eine Kirche“ bilden.

## Liturgie
In der Liturgie der römisch-katholischen Kirche wird dieser Gemeinschaft der Kirche im Besonderen am Hochfest Allerheiligen (triumphierende Kirche) und an Allerseelen (leidende Kirche) gedacht; mit der Anrufung der Heiligen und dem Fürbittgebet für die Lebenden und die Verstorbenen erfolgt dies jedoch auch im Hochgebet jeder heiligen Messe. Ursprünglich nahm das dem Doppelbegängnis Allerheiligen und Allerseelen vorausgehende Christkönigsfest im Besonderen die streitenden Kirche in den Blick.